# Hyalorbilia arcuata
Hyalorbilia arcuata är en svampart som beskrevs av Baral, M.L. Wu & Y.C. Su 2007. Hyalorbilia arcuata ingår i släktet Hyalorbilia och familjen vaxskålar.   Inga underarter finns listade i Catalogue of Life.